# Annette Pisacane
Annette Pisacane (* 12. Juli 1955 in Hagen) ist eine deutsche Filmproduzentin.

## Leben
Annette Pisacane absolvierte ein Jurastudium und war danach als Producerin beim Fernsehen tätig. 1991 gründete sie mit Ulla Kock am Brink die Firma Cameo Casting & Concepts. Ihre Firma gründete sie 1998 als Cameo Film & Fernsehproduktion neu. Seit 2007 ist sie auch als freie Produzentin tätig.

## Filmografie (Auswahl)
- 2001: Das weiße Rauschen
- 2002: Elefantenherz
- 2003: Skinhead Attitude (Dokumentarfilm)
- 2004: Gib mich die Kirsche! – Die 1. deutsche Fußballrolle (Dokumentarfilm)
- 2004: The Nomi Song (Dokumentarfilm)
- 2005: White Terror (Dokumentarfilm)
- 2008: La sangre brota
- 2009: Contracorriente
- 2010: Verrückt vor Liebe
- 2019: Ein Sommer an der Algarve
- 2021: Mona & Marie
- 2022: Ein Sommer am Gardasee